# Náutico Futebol Clube
Il Náutico Futebol Clube, noto anche semplicemente come Náutico, è una società calcistica brasiliana con sede nella città di Boa Vista, capitale dello stato del Roraima.

## Storia
Il club è stato fondato il 22 dicembre 1962. Il Náutico è stato finalista del Campionato Roraimense nel 2010, e uno dei suoi giocatori, chiamato Robemar, è stato il capocannoniere del campionato. Ha partecipato al Campeonato Brasileiro Série D nel 2012, dove è stato eliminato alla prima fase. Il Náutico ha vinto il Campionato Roraimense nel 2013 dopo aver sconfitto il São Raimundo in finale. Il club ha partecipato al Campeonato Brasileiro Série D nello stesso anno.

## Palmarès

### Competizioni statali
- Campionato Roraimense: 3

1968, 2013, 2015